# EVE Echoes
EVE Echoes est un jeu mobile massivement multijoueur en ligne avec une histoire de science-fiction se déroulant dans l'espace. Il s'agit d'un spin-off du jeu vidéo EVE Online.
Disponible pour les appareils iOS et Android. Le jeu est développé par la société islandaise CCP Games et NetEase. Le jeu est sorti le 13 août 2020. 

## Aperçu
Les joueurs de tous les pays utilisent le même serveur de jeu pour jouer. EVE Echoes propose un monde immense composé de plus de 8 000 systèmes solaires. Le jeu est disponible en russe, anglais, chinois, allemand, français, espagnol et portugais.
Il existe un mode free-to-play (avec des options limitées pour le développement du personnage et l'équipement utilisé, le statut dit Alpha) et le paiement d'un abonnement mensuel pour la monnaie du jeu (le statut dit Omega).

## Gameplay
Le gameplay comprend des fonctionnalités déjà connues des joueurs d'Eve Online, comme l'exploitation minière, l'exploration, le PvP et le PvE. Dans EVE Echoes, les joueurs pourront influencer l'économie complexe du multijoueur, comme la présence d'un marché dirigé par les joueurs et la possibilité pour les joueurs de créer leurs propres corporations et de rejoindre des alliances. 